# 努瓦克肖特
努瓦克肖特（阿拉伯語：نواكشوط，名称源于柏柏尔语，意为“风之地”）是毛里塔尼亚首都和最大城市，同时也是该国的政治、文化、商业、金融中心和萨赫勒地区最大城市之一。
努瓦克肖特地处撒哈拉沙漠西部，距大西洋海岸5公里。在毛里塔尼亚独立并定都于努瓦克肖特之前，该地仅是一个200人规模的渔村。建造初期，努瓦克肖特的设计容量为15,000人，但是1970年代以来，由于全国的干旱和荒漠化加剧，大量毛里塔尼亚人迁居努瓦克肖特，使其人口远远超出了原定的容量。大量人口的涌入一方面大大加快了努瓦克肖特的城市发展，但另一方面也导致了严重的居住条件恶化和交通拥堵等城市问题。截至2013年，该市的正式人口略少于100万。移民人口大多居住在条件恶劣的贫民窟，只有少部分居民的生活条件得到了改善。
努瓦克肖特是毛里塔尼亚的经济枢纽，拥有便利的交通和国内领先的教育条件。该市是努瓦克肖特-乌姆图西国际机场（该国两个国际机场之一）的所在地，同时也拥有大西洋沿岸的深水港口。這裡亦是開羅－達卡高速公路重要的一站，非洲西部沿海橫貫高速公路也可能於此設立西端終點。城内有综合性大学努瓦克肖特大学和其他一些高等专科院校。

## 历史
努瓦克肖特在前殖民时期的法国统治下是一个大渔村。毛里塔尼亚独立前夕，副总理莫克塔尔·乌尔德·达达赫及其顾问选择了如今的努瓦克肖特地区作为新生国家的首都。达达赫之所以没有选择现有的城镇作为首都，是因为他希望新首都成为现代性和民族团结的象征，而努瓦克肖特村位于阿拉伯裔摩尔人聚居区域与黑人聚居区域之间，正好可以避免敏感的民族问题。此外，努瓦克肖特地处毛里塔尼亚殖民地政治中心圣路易（在今塞内加尔）和商业中心努瓦迪布之间，很适合作为首都统辖全国。:369
1958年3月，努瓦克肖特的城市建设工作正式开始，初期设计的人口容量为15,000名居民。1960年11月28日毛里塔尼亚从法国独立时，努瓦克肖特的基础建设工作已经完成。按照最初的规划方案，努瓦克肖特市内不进行商业及其他经济活动，但随着城市的发展，商业活动还是不可避免地在这座城市生根发芽。努瓦克肖特的中央商务区呈网格状结构，各网格之间以宽阔的街道相隔，而其附近新建的第五区（法語：Cinquième Quartier）在几年内就发展成了大型露天市场和居民区。1960年代，努瓦克肖特市建立了自己的地方政府。到1970年代，这些发展势头迅猛的新城区里已经建起了政府大楼，入驻了国有企业，重要性已远非以前渔村所在的区域所能相比。:369
1970年开始的西撒哈拉冲突也波及了努瓦克肖特。1976年，波利萨里奥阵线游击队两次袭击了这座城市，但几乎没有造成任何破坏。自1970年代初以来，在北非地区干旱的影响下，数十万人为了寻求更好的生活而迁至努瓦克肖特，使这座城市得到了迅速的发展。官方人口普查显示，1977年努瓦克肖特市的人口为134,000人，1988年则增至393,325人，而且这两个数字可能都比实际人口数要小。:3702013年的人口普查数据中，该市人口为958,399，而考虑到各种因素造成的数据偏低，努瓦克肖特的人口应至少占该国320万人口的三分之一。

## 地理

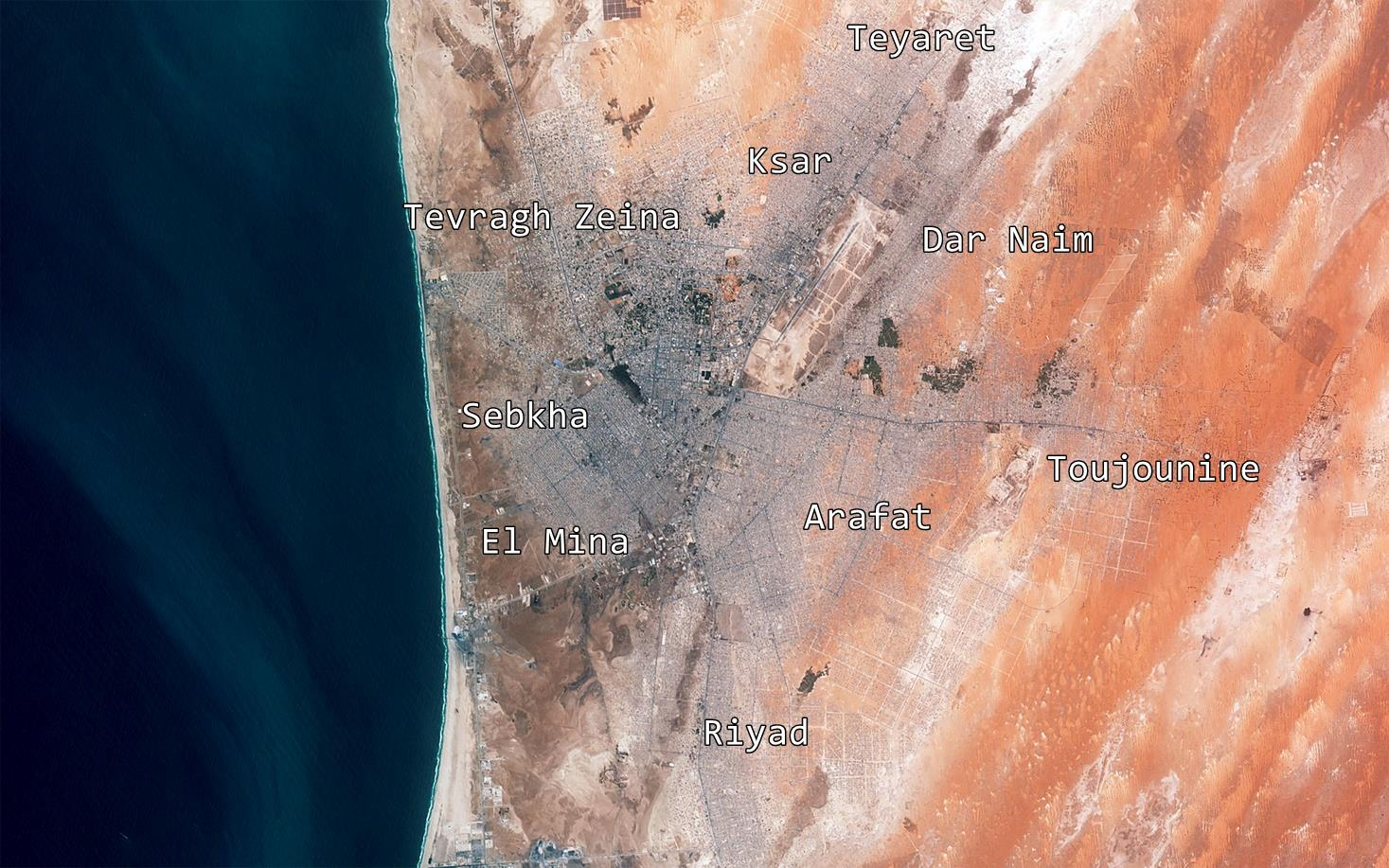
带有地区名称的努瓦克肖特卫星图像

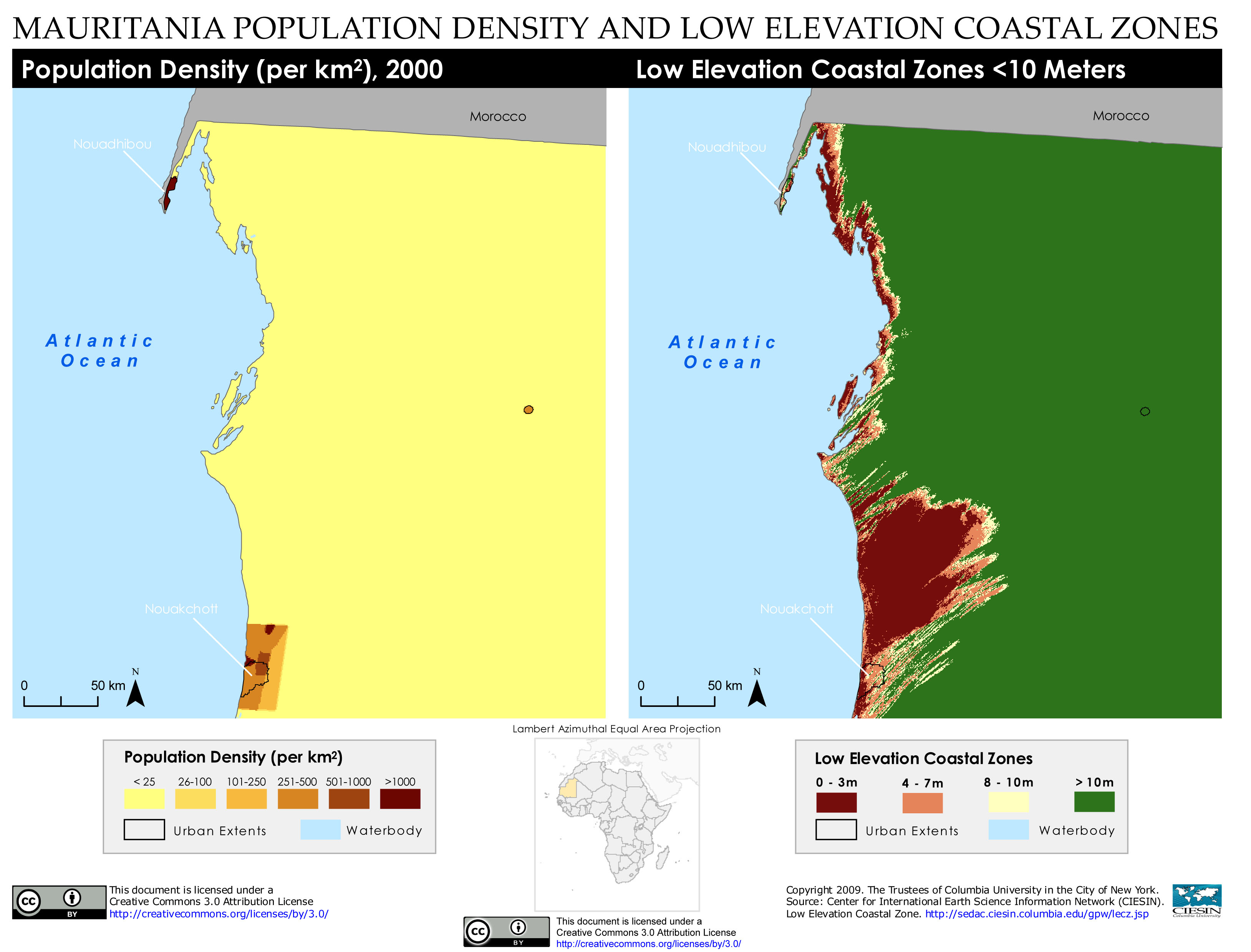
努瓦克肖特地区的人口密度和海拔图，显示出努瓦克肖特很容易受海平面上升影响

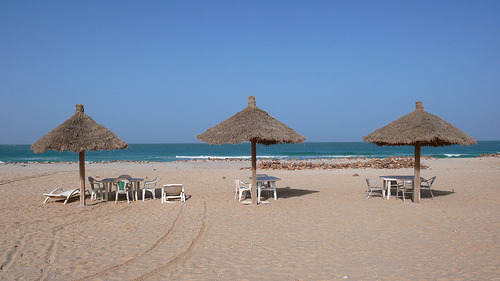
努瓦克肖特的沙滩

努瓦克肖特位于非洲西海岸，东临撒哈拉沙漠，西濒大西洋。除了友谊港和一个小渔港外，大部分沿海地带都很空旷，涨潮时会被潮水淹没。由于海岸边许多由流沙组成的沙洲和沙滩不断移动，海岸线也处于不断变化中，甚至在港口附近也有一些这样的流沙区域。努瓦克肖特地势低平，海拔仅几米，来自西侧的海平面上升和来自东侧的沙漠化都是该市面对的棘手问题。
努瓦克肖特全市分为九个区（法語：arrondissement），区以下又继续细分为岛区（法語：Îlot）。一条以贾迈勒·阿卜杜-纳赛尔命名的林荫大道从机场向东北穿过市中心，将努瓦克肖特市一分为二，北边是居民区、麦地那区，以及因沙漠化而从其他地区迁来的移民形成的名为克贝（Kebbe）的棚户区。:50–57克贝棚户区里的建筑大多是一夜之间用水泥建成的，而且为避免被当局拆除，这些建筑的外观基本都像是永久性的。据估计，1999年该市一半以上居民的日常起居和维持生计的经济活动都在帐篷和棚屋里进行。其他主要街道以1960年代毛里塔尼亚国内外著名人物的名字命名，如阿卜杜·纳赛尔大道、夏尔·戴高乐大道、肯尼迪大道和卢蒙巴大道等。

### 气候
努瓦克肖特的气候类型为沙漠气候（柯本气候分类：BWh），全年炎热，但冬季夜间凉爽。由于位于海边，因此努瓦克肖特通常不像其他沙漠气候的城市那么炎热，虽然平均高温相对恒定在33 ℃左右，但平均低温的年较差较大，夏季可达25 ℃，而冬季只有13 ℃，冬夜最低气温更可低至10 ℃。努瓦克肖特的平均年降雨量为95毫米。
| 努瓦克肖特(1981–2010, 极端数据1934–2012) | 努瓦克肖特(1981–2010, 极端数据1934–2012) | 努瓦克肖特(1981–2010, 极端数据1934–2012) | 努瓦克肖特(1981–2010, 极端数据1934–2012) | 努瓦克肖特(1981–2010, 极端数据1934–2012) | 努瓦克肖特(1981–2010, 极端数据1934–2012) | 努瓦克肖特(1981–2010, 极端数据1934–2012) | 努瓦克肖特(1981–2010, 极端数据1934–2012) | 努瓦克肖特(1981–2010, 极端数据1934–2012) | 努瓦克肖特(1981–2010, 极端数据1934–2012) | 努瓦克肖特(1981–2010, 极端数据1934–2012) | 努瓦克肖特(1981–2010, 极端数据1934–2012) | 努瓦克肖特(1981–2010, 极端数据1934–2012) | 努瓦克肖特(1981–2010, 极端数据1934–2012) |
| 月份                                     | 1月                                      | 2月                                      | 3月                                      | 4月                                      | 5月                                      | 6月                                      | 7月                                      | 8月                                      | 9月                                      | 10月                                     | 11月                                     | 12月                                     | 全年                                     |
| ---------------------------------------- | ---------------------------------------- | ---------------------------------------- | ---------------------------------------- | ---------------------------------------- | ---------------------------------------- | ---------------------------------------- | ---------------------------------------- | ---------------------------------------- | ---------------------------------------- | ---------------------------------------- | ---------------------------------------- | ---------------------------------------- | ---------------------------------------- |
| 历史最高温 °C（°F）                      | 39.9 (103.8)                             | 41.7 (107.1)                             | 44.0 (111.2)                             | 47.5 (117.5)                             | 47.0 (116.6)                             | 47.2 (117.0)                             | 47.5 (117.5)                             | 45.1 (113.2)                             | 45.5 (113.9)                             | 44.5 (112.1)                             | 42.3 (108.1)                             | 39.6 (103.3)                             | 47.5 (117.5)                             |
| 平均高温 °C（°F）                        | 29.1 (84.4)                              | 30.8 (87.4)                              | 33.5 (92.3)                              | 34.8 (94.6)                              | 34.3 (93.7)                              | 34.7 (94.5)                              | 32.4 (90.3)                              | 33.0 (91.4)                              | 36.1 (97.0)                              | 36.7 (98.1)                              | 34.0 (93.2)                              | 31.0 (87.8)                              | 33.4 (92.1)                              |
| 日均气温 °C（°F）                        | 21.5 (70.7)                              | 23.0 (73.4)                              | 24.2 (75.6)                              | 24.3 (75.7)                              | 25.8 (78.4)                              | 26.7 (80.1)                              | 27.3 (81.1)                              | 28.4 (83.1)                              | 29.6 (85.3)                              | 28.8 (83.8)                              | 25.8 (78.4)                              | 22.8 (73.0)                              | 25.7 (78.3)                              |
| 平均低温 °C（°F）                        | 14.5 (58.1)                              | 16.4 (61.5)                              | 18.2 (64.8)                              | 19.1 (66.4)                              | 20.7 (69.3)                              | 22.8 (73.0)                              | 24.3 (75.7)                              | 25.4 (77.7)                              | 25.8 (78.4)                              | 23.8 (74.8)                              | 19.7 (67.5)                              | 16.9 (62.4)                              | 20.6 (69.1)                              |
| 历史最低温 °C（°F）                      | 3.9 (39.0)                               | 7.0 (44.6)                               | 5.0 (41.0)                               | 10.0 (50.0)                              | 13.0 (55.4)                              | 15.7 (60.3)                              | 15.0 (59.0)                              | 16.1 (61.0)                              | 17.0 (62.6)                              | 13.0 (55.4)                              | 9.3 (48.7)                               | 5.0 (41.0)                               | 3.9 (39.0)                               |
| 平均降水量 mm（）                        | 0.7 (0.03)                               | 1.5 (0.06)                               | 0.2 (0.01)                               | 0.1 (0.00)                               | 0.3 (0.01)                               | 1.9 (0.07)                               | 6.3 (0.25)                               | 36.8 (1.45)                              | 36.3 (1.43)                              | 6.3 (0.25)                               | 2.0 (0.08)                               | 2.8 (0.11)                               | 95.2 (3.75)                              |
| 平均降水天数（≥ 1.0 mm）                 | 0.2                                      | 0.3                                      | 0.0                                      | 0.0                                      | 0.0                                      | 0.3                                      | 0.8                                      | 2.6                                      | 3.0                                      | 0.7                                      | 0.2                                      | 0.3                                      | 8.3                                      |
| 平均相對濕度（％）                       | 36                                       | 39                                       | 43                                       | 49                                       | 54                                       | 60                                       | 70                                       | 72                                       | 69                                       | 55                                       | 44                                       | 35                                       | 52                                       |
| 月均日照時數                             | 232.5                                    | 220.4                                    | 260.4                                    | 270.0                                    | 282.1                                    | 240.0                                    | 238.7                                    | 254.2                                    | 228.0                                    | 260.4                                    | 243.0                                    | 217.0                                    | 2,946.7                                  |
| 日均日照時數                             | 7.5                                      | 7.8                                      | 8.4                                      | 9.0                                      | 9.1                                      | 8.0                                      | 7.7                                      | 8.2                                      | 7.6                                      | 8.4                                      | 8.1                                      | 7.0                                      | 8.1                                      |
| 来源：德国气象局                         |                                          |                                          |                                          |                                          |                                          |                                          |                                          |                                          |                                          |                                          |                                          |                                          |                                          |

## 行政区划

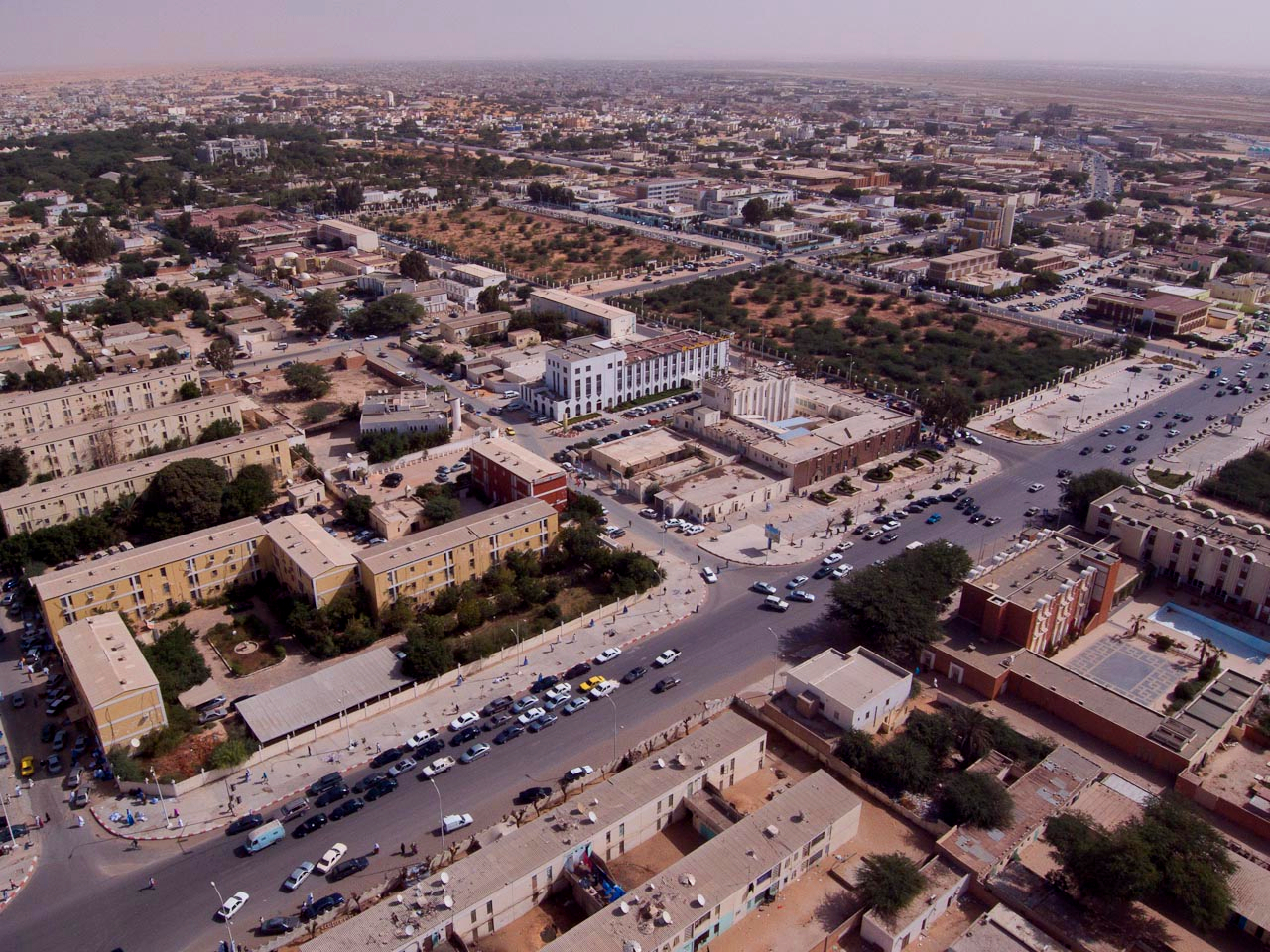
努瓦克肖特一隅

努瓦克肖特全市分属三个大区，各大区由中央政府任命的区长领导，每个大区分为三个区：
- 北努瓦克肖特大区（英语：Nouakchott-Nord Region）：达奈姆区（英语：Dar-Naim）、泰亚雷特区（英语：Teyarett）、图茹宁区（英语：Toujouonine）
- 西努瓦克肖特大区（英语：Nouakchott-Ouest Region）：克萨区（英语：Ksar）、塞布哈区（英语：Sebkha）、特夫拉-泽纳区（英语：Tevragh-Zeina）
- 南努瓦克肖特大区（英语：Nouakchott-Sud Region）：阿拉法特区（英语：Arafat, Mauritania）、埃尔米纳区、利雅得区（英语：Riyad, Mauritania）

努瓦克肖特最初于1973年被划分为四个区，1986年调整为目前的九个区。1990年以后，努瓦克肖特一直是毛里塔尼亚的一个大区，直至2014年11月25日才被划分为现在的三个大区。努瓦克肖特大区被一分为三后，其区长成为北努瓦克肖特大区的第一任区长。
2018年，努瓦克肖特成立了独立于省议会的市议会，取代原先的努瓦克肖特城市公共社区，行使促进社会和经济发展的职责。市议会成员由直接选举产生，2018年9月法蒂玛·阿卜杜勒·马利克当选为市议会主席。

## 人口
1969年，努瓦克肖特只有约两万人口。该市的人口中有一部分是游牧民，居无定所，因而其数量难以统计。一些较为激进的估计认为，2008年努瓦克肖特的人口已突破200万。2013年的人口普查显示该市人口为958,399人。

### 贫民安置
2009年，毛里塔尼亚政府宣布将开始清理努瓦克肖特郊区的贫民窟，目标是将24,000户人迁至市内的规划住房中。这一计划的第一步是将9,000户人从郊区迁到贫困的阿拉法特区俗名“科索沃”的社区（这一名称来自该社区的高犯罪率和劣质的服务）。尽管援助机构担心接收社区缺乏必需的基础设施，但政府仍计划于2009年6月开始其搬迁计划。据报道，截至2013年，贫民窟已被改造为低档社会住宅。世界银行报告称毛里塔尼亚政府的计划成功改善了贫民窟地区181,035位居民的生活条件。

## 经济

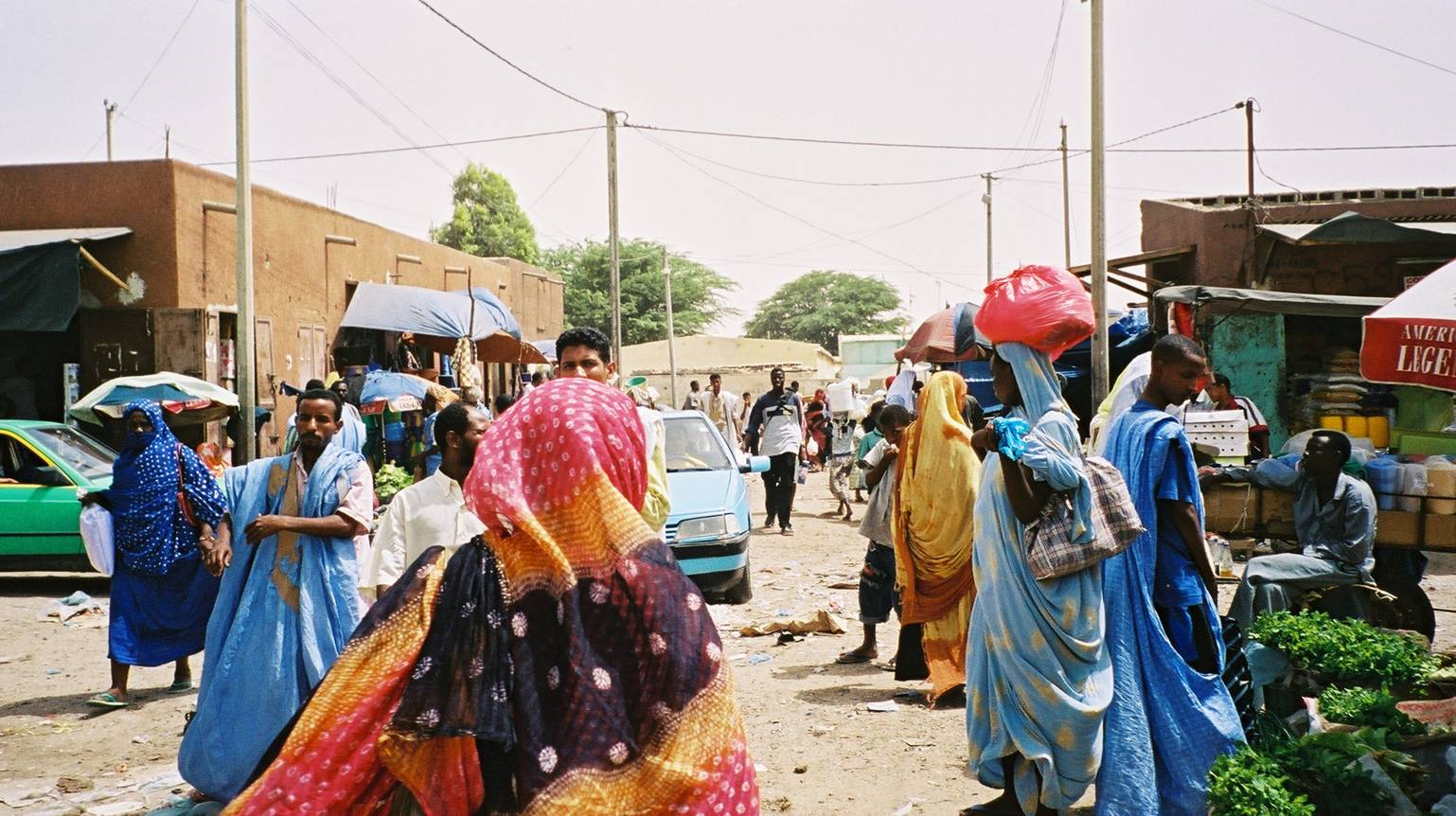
城市内的農業市場

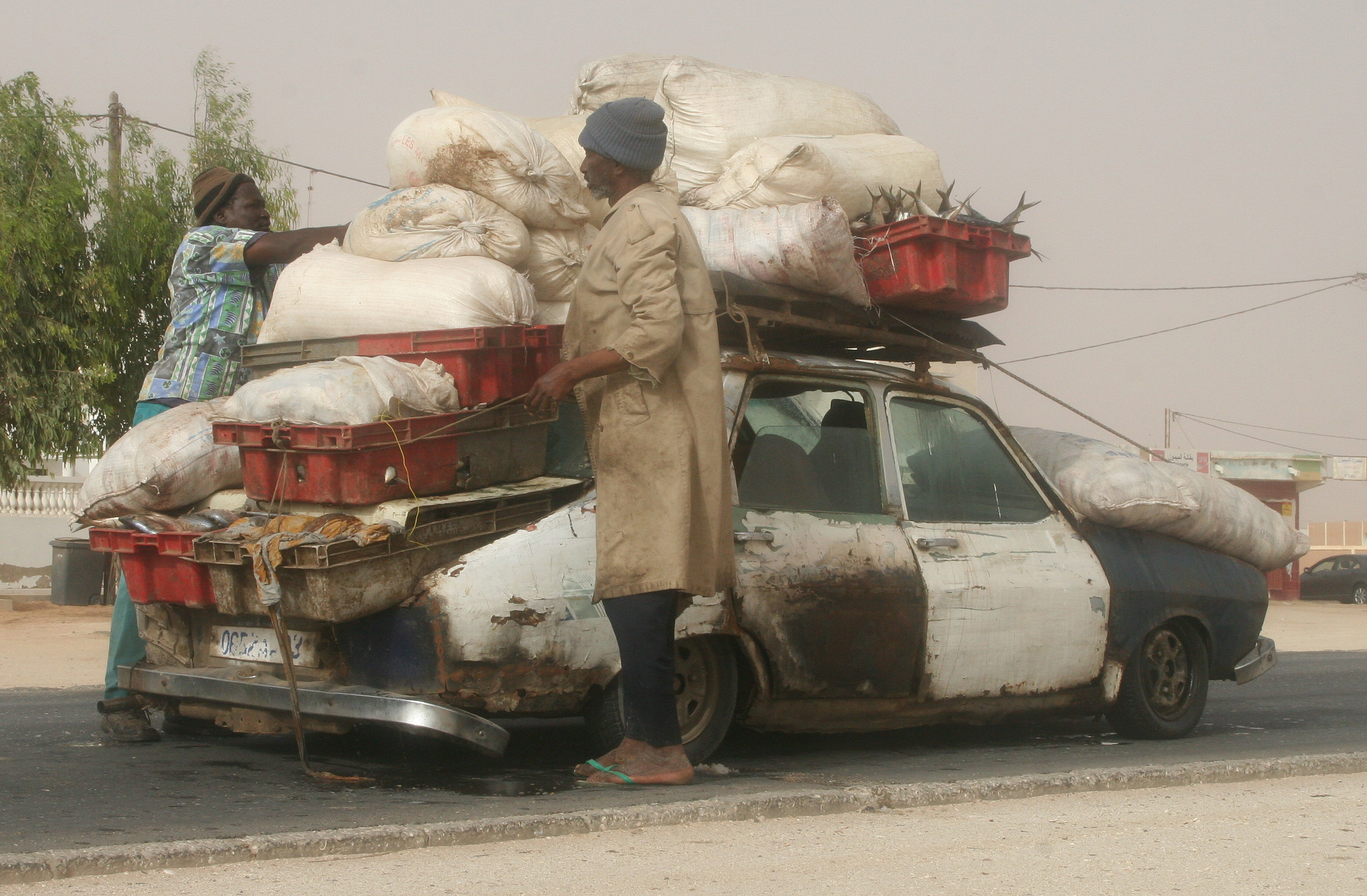
努瓦克肖特的流動商人

努瓦克肖特是毛里塔尼亚的经济中心，截至1999年，全国四分之三的服务企业位于该市。即使如此，努瓦克肖特正规工人的平均工资仅为每天1美元。过低的工资使得生活在温饱线以下的人口多达全市人口的40%，还引致了1995年为时三天的社会动荡。城市里正规工作岗位颇少，导致全市几乎90%的经济活动都由非正规交易组成。1981年的一项研究显示，非正规交易产生的收入大多与受薪雇员相当，甚至更高。部分从外地迁入努瓦克肖特的移民仍与原籍地保持着密切的联系，其中有些人拥有两个地址，有时会回原籍地工作。
城市内的大型购物区主要位于塞布哈区。大型商场一般设在双层混凝土楼里，楼周围有时也会集中进行商业活动。这些市场里有售各种食品、以男士外衣为主的织物、珠宝和家居用品等，还有裁缝店等手工业店面。城市南部的人口以黑人为主，因此这里集市上的商品还包括许多来自塞内加尔的服装。此外，摩洛哥还曾在此建造过一座库图比亚清真寺风格的礼拜堂，这所礼拜堂门前是该国唯一的大型帐篷市场。:116−17

## 交通

### 航海
努瓦克肖特有一个中华人民共和国援建的深水港，于1986年启用，设计年货物吞吐量为500,000载重吨，不过2009年其吞吐量已达1,500,000载重吨。同年，中国同意在该港口投资2.82亿美元，用于将主码头长度扩建至900米。截至2011年，世界银行有投资为该港建立新集装箱设施的计划，且正在进行相关调查。

### 航空
努瓦克肖特有两个国际机场，分别为努瓦克肖特-乌姆图西国际机场和努瓦克肖特国际机场，前者于2016年6月接替后者提供航空服务。

### 公路

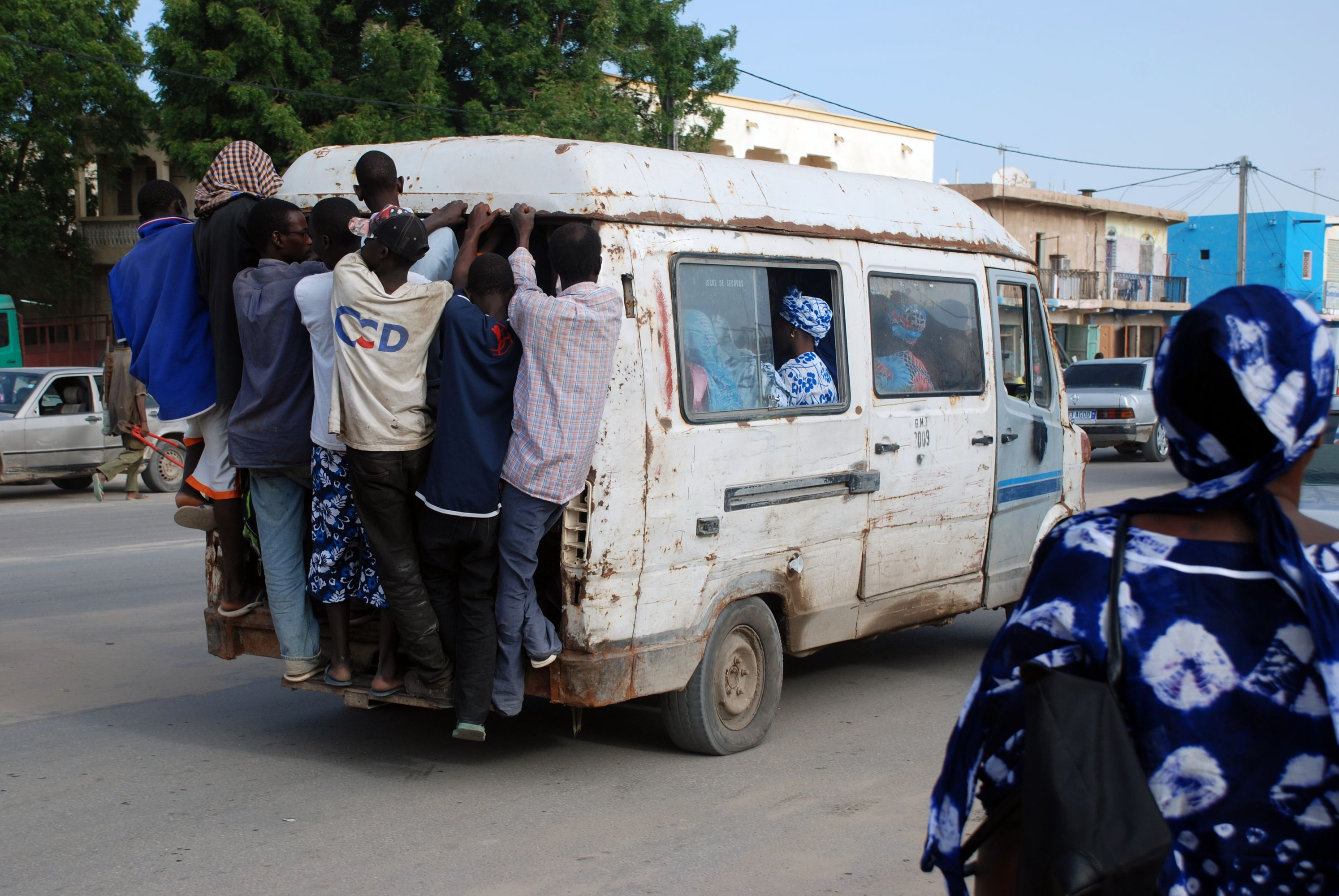
公路上行驶的小巴

开罗-达喀尔高速公路努瓦克肖特－努瓦迪布段于2004年铺设完成，与独立之前铺设的努瓦克肖特－罗素公路相接。此外，还一条名为希望之路（法語：Route d'Espoir）的公路，从努瓦克肖特途经布提利米特、基法等城市通向内马，全长1,100公里。:235努瓦克肖特市内有公交和通勤车系统，主要在主干道上运行。

## 文化

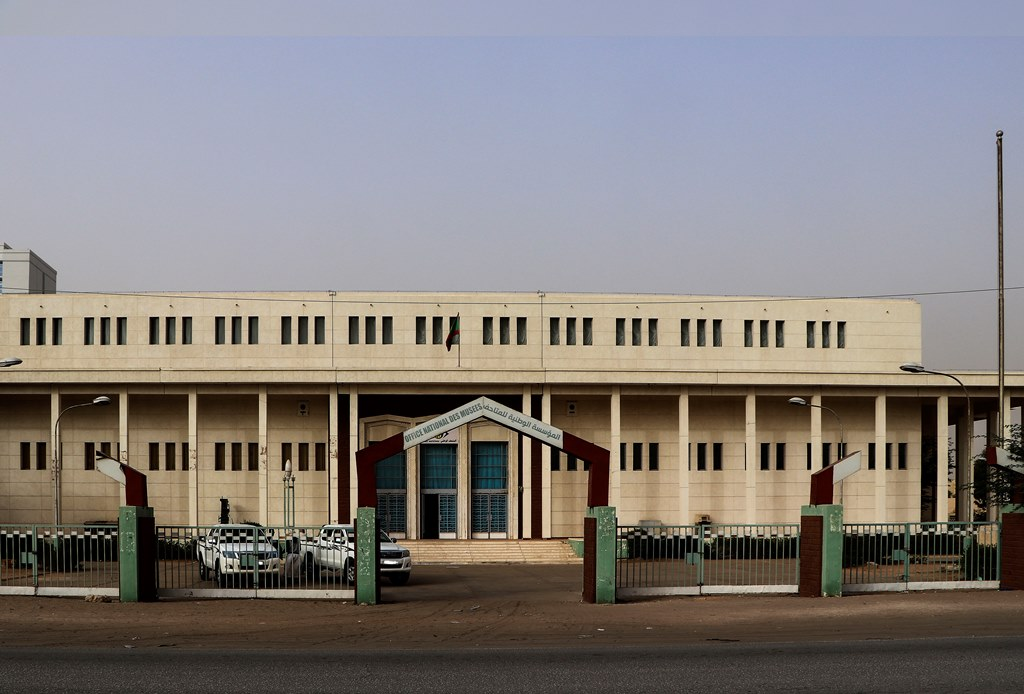
毛里塔尼亚国家博物馆

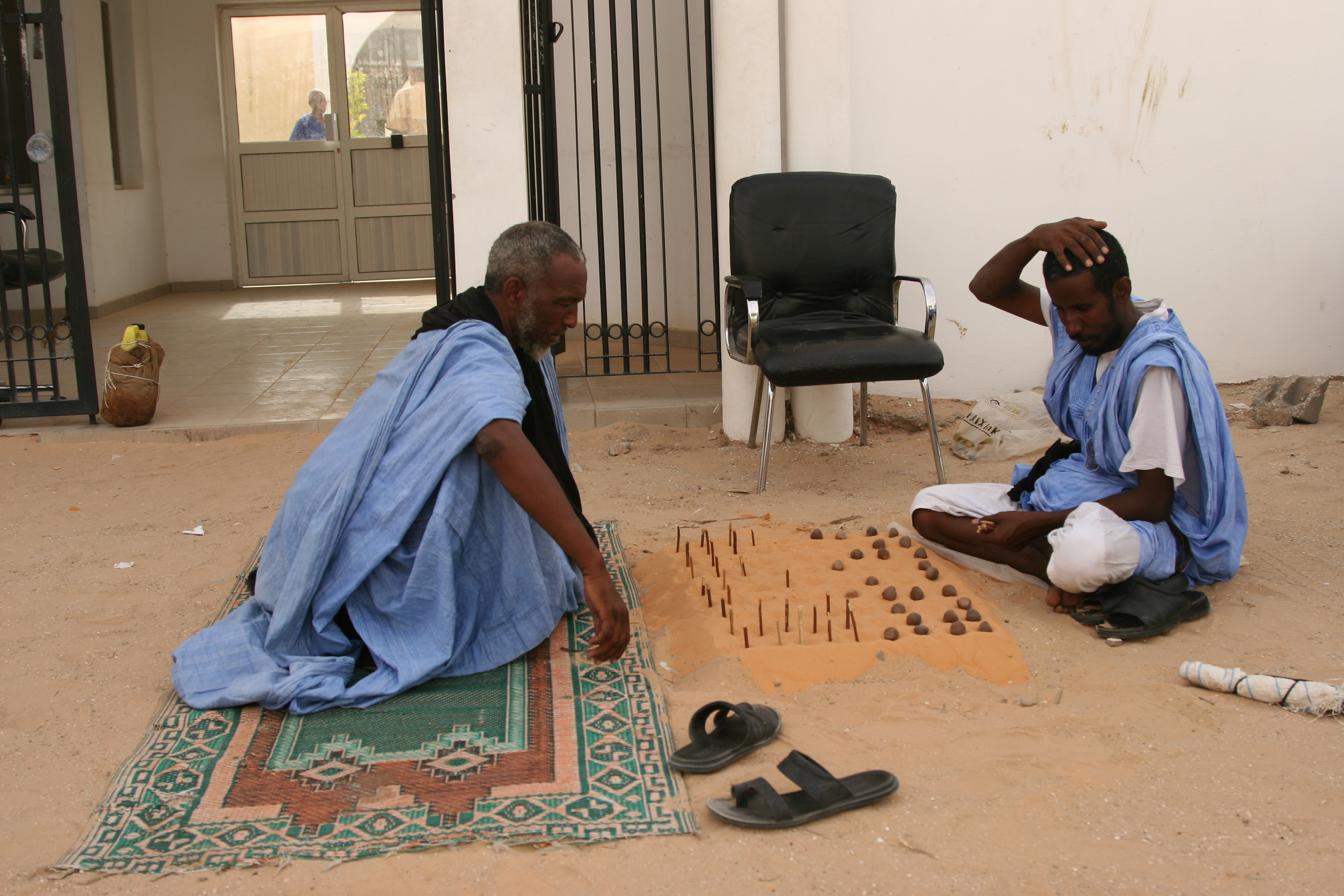
當地传统遊戲

努瓦克肖特的著名景点有毛里塔尼亚国家博物馆、国家图书馆和国家档案馆等。努瓦克肖特有一个海滩专门用于渔船出海和停泊，当地的鱼市场也可以买到新鲜的鱼。此外，努瓦克肖特还是撒哈拉沙漠陨石的主要销售地。

### 教育
1981年，毛里塔尼亚主要大学之一努瓦克肖特大学成立。截至1995年，全校共有70名教授和2,800名学生。努瓦克肖特市其他高等教育设施包括毛里塔尼亚黎巴嫩国际大学、国家行政学院、科技学院和高等科学研究所等。:105
市内有许多中小学校，其中最著名的是努瓦克肖特美国国际学校（英語：American International School of Nouakchott）和西奥多·莫诺法国学校（法語：Lycée Français Théodore Monod）。

### 宗教

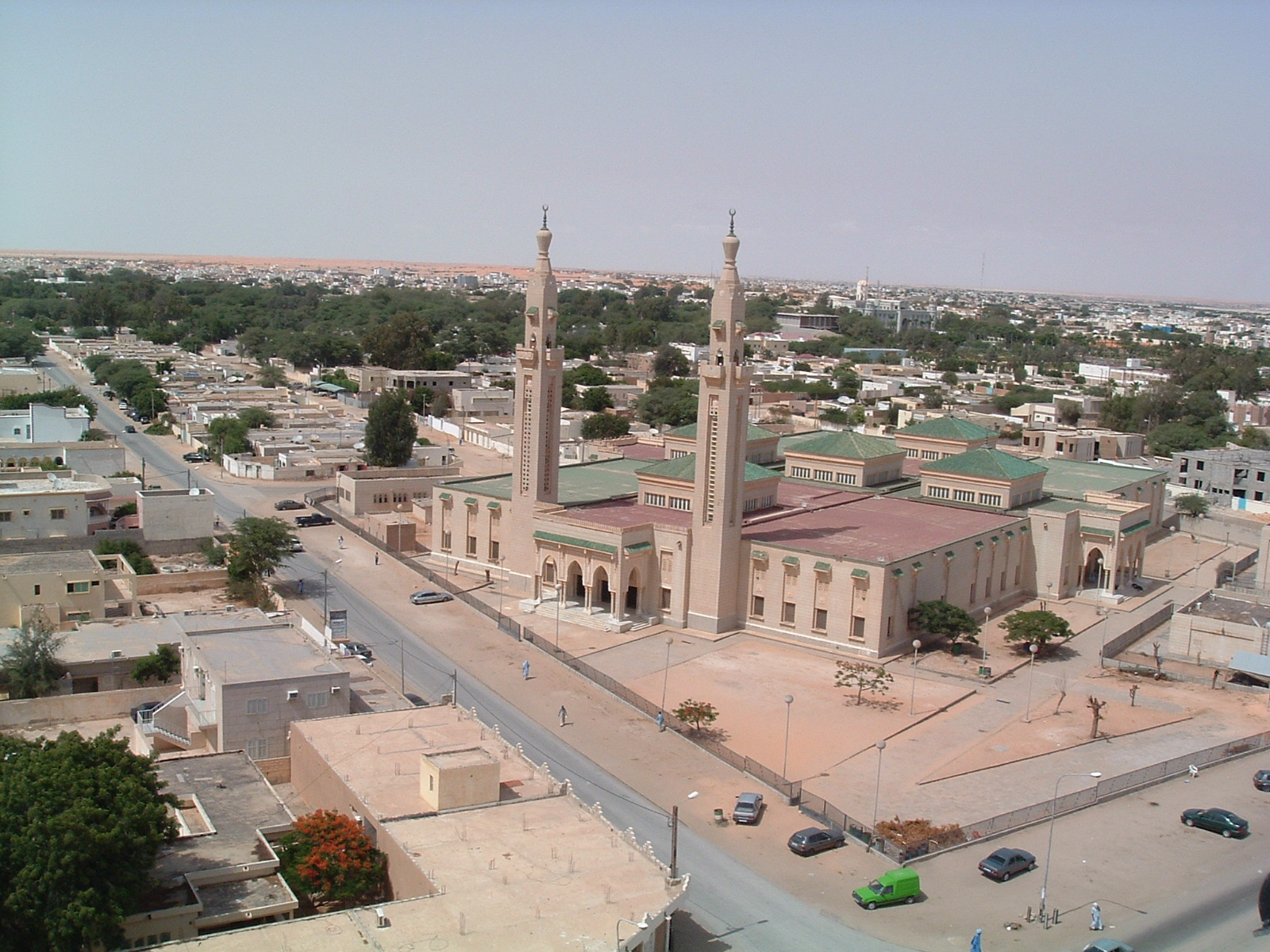
城内的沙特清真寺

毛里塔尼亚为伊斯兰共和国，努瓦克肖特市内的宗教场所主要为清真寺。

## 图片

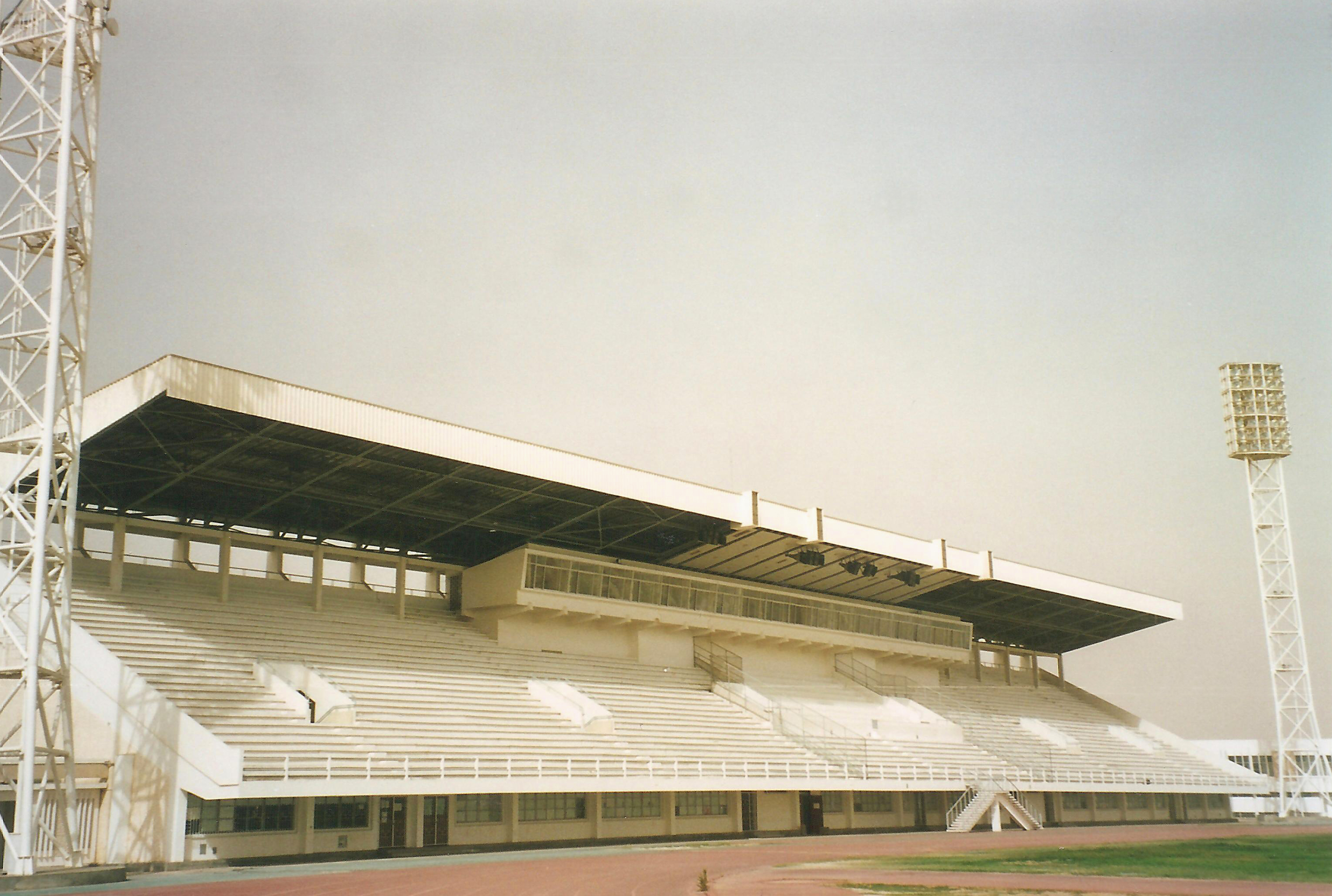
努瓦克肖特體育場
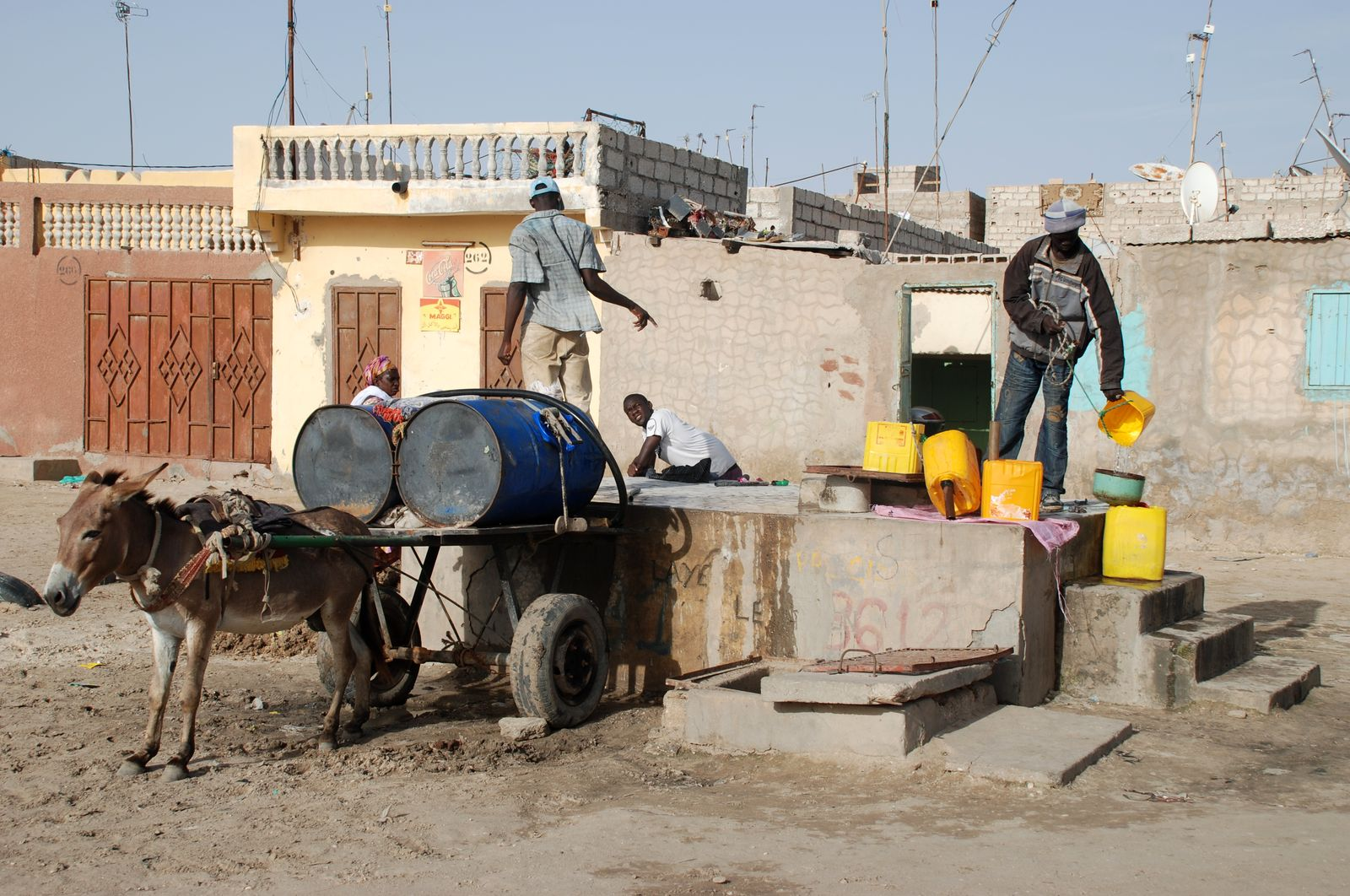
简易住宅区的供水点
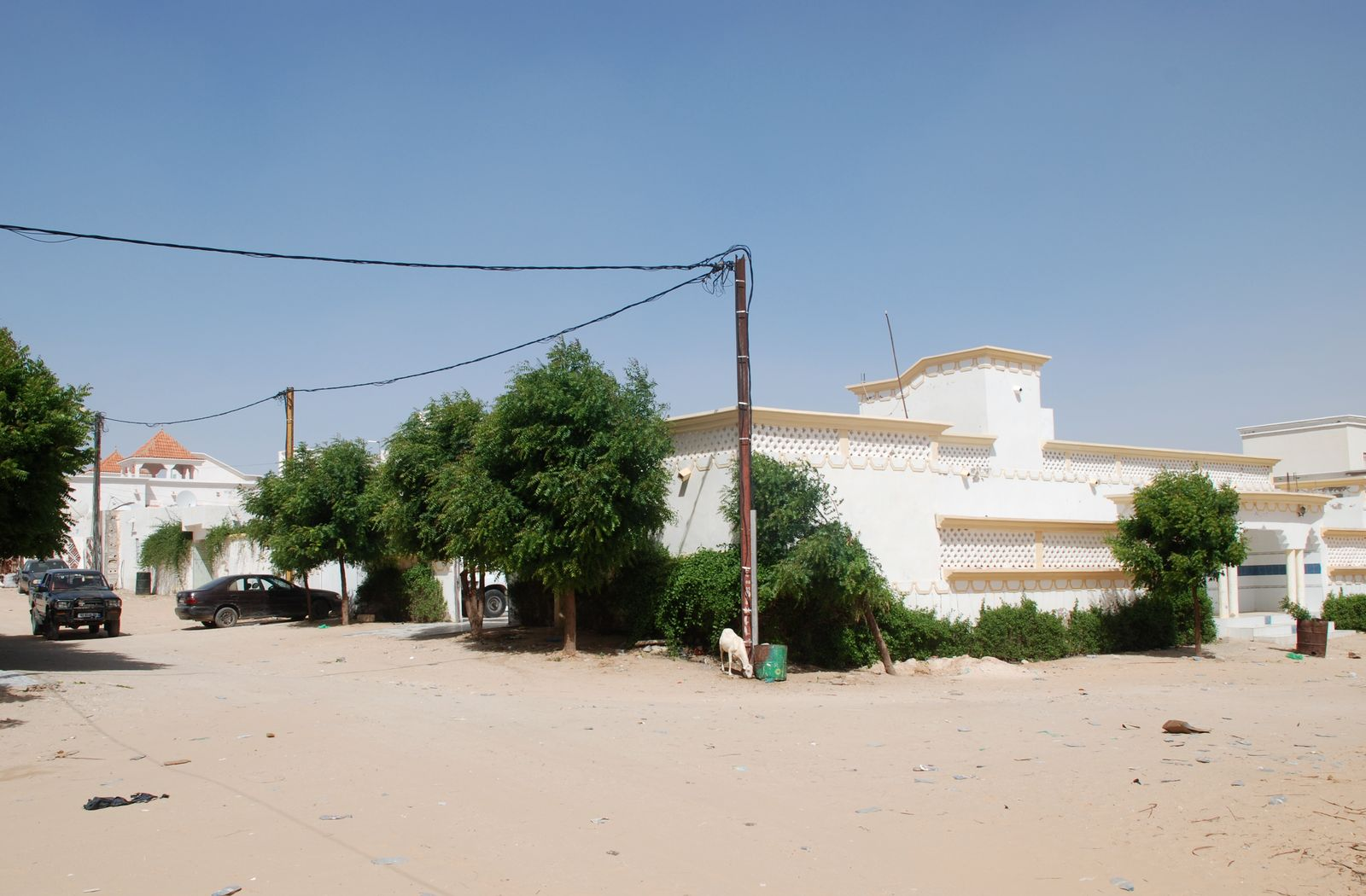
城市北部的住宅区
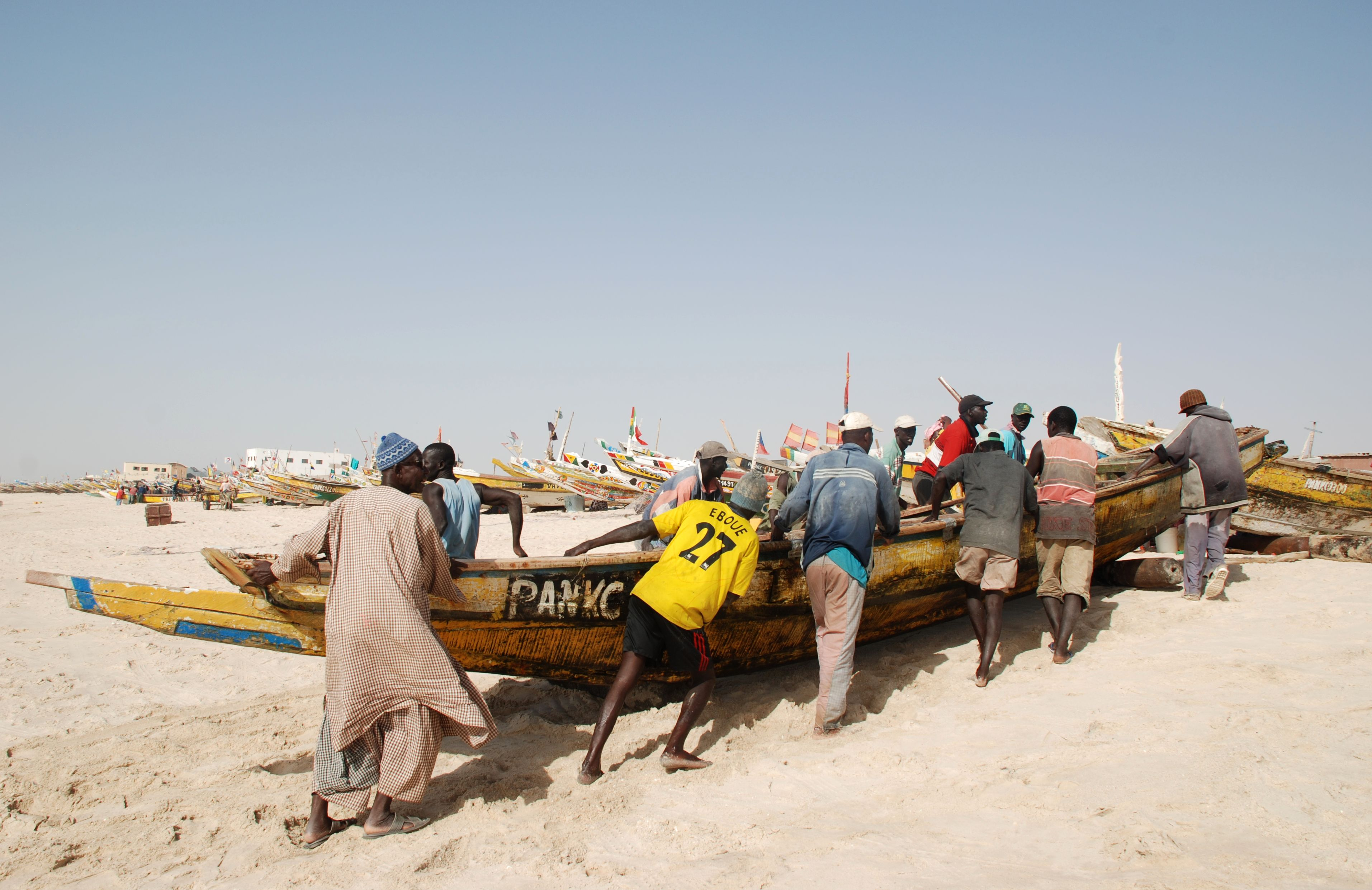
工人用滚轮将渔船推上岸，船上的鱼随后将被用驴车运往市场

## 友好城市
| - 西班牙马德里 - 约旦安曼 - 中华人民共和国广州市 |